# Leptophatnus
Leptophatnus is een geslacht van insecten uit de orde vliesvleugeligen (Hymenoptera) en de familie Ichneumonidae.

## Soorten
- L. alluaudi (Heinrich, 1936)
- L. angolator Heinrich, 1967
- L. cariniscrobes (Morley, 1917)
- L. citriconiger Heinrich, 1967
- L. crococephalus (Tosquinet, 1896)
- L. faustus (Tosquinet, 1896)
- L. gabunensis Heinrich, 1967
- L. glabrinotor (Morley, 1919)
- L. lamelligena (Heinrich, 1967)
- L. lucifer (Morley, 1917)
- L. madagascariensis (Heinrich, 1938)
- L. melanisticus Heinrich, 1967
- L. minor Heinrich, 1967
- L. nigrocyaneus (Tosquinet, 1896)
- L. pseudominor Heinrich, 1967
- L. separatus (Heinrich, 1938)
- L. simplex Heinrich, 1967
- L. triplicator (Morley, 1919)
- L. ulugurus Heinrich, 1967
- L. xanthocephalus (Brulle, 1846)